# TSG Oßweil
Die TSG Oßweil war ein Sportverein aus Ludwigsburg-Oßweil.

## Geschichte

### Gründung
Der Verein wurde am 6. Oktober 1895 im Gasthaus «Zur Rose» als Turnverein Oßweil gegründet. Nach Kriegsende wurden die bestehenden Vereine 1945 von der amerikanischen Militärregierung aufgelöst. 1946 kam es zur Gründung des SKV Ludwigsburg-Oßweil, der 1948 in VfL Ludwigsburg-Oßweil umbenannt wurde. 1968 wurde der VfL in seine einzelnen Sparten aufgelöst, worauf am 30. Oktober 1968 die TSG Ludwigsburg-Oßweil entstand.

### Handball
Die erfolgreiche Handballsparte ging auf die 1923 im Turnverein gegründete Handballabteilung zurück. Der größte Erfolg der Handballmannschaft gelang 1951 zunächst mit der Süddeutschen Meisterschaft und im Anschluss zum Endrundenturnier zur Deutschen Meisterschaft die „Deutsche Vizemeisterschaft 1951.“
Viermal beteiligte sich eine Mannschaft am Internationalen Handball-Pfingstturnier in Lörrach und wurde dabei in den Jahren 1952 und 1971 Turniersieger. In den 1970er Jahren wurde die männliche A-Jugend 1973 und 1974 Deutscher Handballmeister. 1976 stieg die Männermannschaft unter Trainer Kurt Boll in die Handball-Bundesliga auf, der man ein Jahr angehörte. Es folgte der Abstieg bis in die Oberliga.
1991 und 2002 stieg die 1. Mannschaft im Männerhandball in die 2. Handball-Bundesliga auf. Im Jahr 2003 wurde die 1. Männermannschaft aus dem Hauptverein in eine GmbH & Co. KG ausgegliedert. Diese spielte in der 2. Handball-Bundesliga. Nach finanziellen Problemen musste die GmbH 2006 Konkurs anmelden. Anschließend gründete man gemeinsam mit dem Turnverein Kornwestheim die Spielgemeinschaft HBR Ludwigsburg. Nach einer Saison wurde der Vertrag aufgelöst.

### Auflösung und Neugründung
Als Nachfolgeverein der TSG Oßweil wurde ein neuer Verein unter dem Namen SV Ludwigsburg-Oßweil gegründet. Der Gesamtverein wurde zu 100 % übertragen. Die 1. Männermannschaft spielte zuletzt in der Württembergliga Nord. Aufgrund von Sponsorenmangel wurde die 1. Männermannschaft vom Spielbetrieb in der Saison 2009/10 freigestellt und stand somit als erster Absteiger fest. In der Saison 2010/11 spielte die 1. Männermannschaft in der Landesliga, nach einigen Abstiegen und dem zwischenzeitlichen Fall in die Bezirksklasse schloss sich die Abteilung 2019 der HB Ludwigsburg an.

## Spieler
Zu den bekannten Spielern gehörte Rodney Lechleidner.

## Erfolge im Handball
- Deutscher Vizemeister 1951
- Aufstieg in die 2. Bundesliga 1991
- Süddeutscher Meister 1972, 1991, 2002
- Süddeutscher Vizemeister 1990
- Deutscher A-Jugendmeister 1973, 1974
- Relegationsspiele gegen SV Post Schwerin für die 1. Bundesliga 2005